# Llac Umbozero
El llac Umbozero (en rus, Умбозеро) és un gran llac d'aigua dolça de Rússia, situat a l'óblast de Murmansk, entre el massís de les muntanyes Khibiny, a l'oest, i les tundres de Lovozero a l'est.
Té una superfície de 422 km² i una profunditat mitjana de 15 m, amb un màxim de 115 m. El llac roman congelat d'octubre a juny. Té 44 quilòmetres de llarg i 10 km d'ample.
El llac dona nom a la umbita i a la umbozerita, dos minerals de la classe dels silicats que van ser descoberts a la vall del riu Vuonnemiok i al mont Karnasurt, respectivament, indrets propers al llac.